# Ventrivomer
Ventrivomer is een geslacht van hooiwagens uit de familie Cranaidae.
De wetenschappelijke naam Ventrivomer is voor het eerst geldig gepubliceerd door Roewer in 1913. 

## Soorten
Ventrivomer is monotypisch en omvat slechts de volgende soort:
- Ventrivomer ancyrophorus